# Heterounión
Una heterounión es una unión entre dos Semiconductores, cuya banda (banda prohibida) es diferente. Las heterouniones tienen una importancia considerable en la física de semiconductores y en óptica.

## Introducción
Una heterounión es una unión formada por dos semiconductores diferentes o un metal y un semiconductor.
Cuando los dos semiconductores tienen el mismo tipo de conductividad, se habla de heterounión isotipo. Cuando el tipo de conductividad es diferente, hablamos de heterounión anisotipo. Este último tipo de heterounión es el que presenta más interés.
En 1951, William Shockley propuso utilizar un inyector de heterounión abrupta como base eficaz de emisor en un transistor bipolar. El mismo año, Gubanov publicó un artículo teórico sobre heterounión. Desde entonces las heterouniones han sido ampliamente estudiadas, y muchas aplicaciones han podido ser mejoradas o hacer que funcionen a temperatura ambiente. Estas incluyen al diodo emisor de luz, el láser, los fotodetectores, las células solares, etc.

## Principios
Considérese un semiconductor {\displaystyle A} y un semiconductor {\displaystyle B}, entonces hay una diferencia entre las dos bandas de los materiales que no es cero. 
{\displaystyle \Delta E_{g}=E_{g}(A)-E_{g}(B)}.
Esta diferencia en las bandas se divide en dos discontinuidades: la discontinuidad de banda de valencia ({\displaystyle \Delta E_{v}}) y la discontinuidad de banda de conducción ({\displaystyle \Delta E_{c}}) de manera que : 
{\displaystyle \Delta E_{v}+\Delta E_{c}=\Delta E_{g}}.

## Aplicaciones
La heterounión está en la base de las telecomunicaciones a larga distancia, los lectores de CD o DVD o las cámaras digitales. De hecho, la heterounión permite crear componentes de semiconductores (láser, diodos, receptores) más eficientes que sus equivalentes con homouniones.